# Leucoraja melitensis
Leucoraja melitensis là một loài cá thuộc họ Rajidae. Nó được tìm thấy ở Algeria, Ý, Malta, và Tunisia. Môi trường sống tự nhiên của chúng là các biển mở. Nó bị đe dọa do mất môi trường sống.